# Xyris bahiana
Xyris bahiana är en gräsväxtart som beskrevs av Gustaf Oskar Andersson Malme. Xyris bahiana ingår i släktet Xyris och familjen Xyridaceae. Inga underarter finns listade i Catalogue of Life.